# 김진석 (1963년)
김진석(金眞奭, 1963년 9월 20일, 경상남도 울산군 ~ )은 대한민국의 제2대 울산광역시 남구의원이었다.

## 학력
- 브니엘고등학교 졸업
- 울산대학교 학사 졸업

## 경력
- 1998.07 ~ 2002.06 제2대 울산광역시 남구의회 의원
- 1998.07 ~ 2000.07 제2대 울산광역시 남구의회 전반기 의회운영위원회 위원
- 1998.07 ~ 2000.07 제2대 울산광역시 남구의회 전반기 건설환경위원회 위원
- 1998.07 ~ 2000.07 제2대 울산광역시 남구의회 전반기 예산결산특별위원회 위원
- 1999 전국민주노동조합총연맹 울산지역본부 통일위원장
- 2000 민주노동당 울산광역시 남구 지역위원회 위원장
- 민주노동당 울산시당 정책위원장
- 2000.07 ~ 2002.06 제2대 울산광역시 남구의회 후반기 내무위원회 위원
- 2000.07 ~ 2002.06 제2대 울산광역시 남구의회 후반기 의회운영위원회 위원
- 2000.07 ~ 2002.06 제2대 울산광역시 남구의회 후반기 예산결산특별위원회 위원
- 울산학교급식연대 남구 공동위원장
- 민주노동당 집 걱정없는 울산시 추진본부 본부장
- 울산환경운동연합 이사
- 행복발전소 남구 지부 지부장
- 울산대학교 총동창회 이사
- 야음상가시장 번영회 고문
- 울산 소상공인포럼 사무처장
- 2008.10 ~ 2011.12 민주노동당 울산시당 남구 지역위원회 위원장
- 2011.12 ~ 2012.07 통합진보당 울산시당 남구 지역위원회 위원장
- 통합진보당 발암물질로부터 안전한 울산만들기 추진본부장
- 2012.07 ~ 2014.06 통합진보당 울산시당 위원장
- 2016 ~ 2017 박근혜 퇴진 울산시민행동 공동대표
- 울산 민중의꿈 대표
- 2017.09 ~ 2017.10 새민중정당 울산시당 부위원장
- 2017.10 ~ 2018.08 민중당 울산시당 남구 지역위원장
- 2018.08 ~ 2020.06 민중당 울산시당 부위원장
- 진보당 울산시당 정책위원장

## 역대 선거 결과
|  | 34.61% |

|  | 24.85% |

|  | 15.33% |

|  | 23.09% |

|  | 26.71% |

|  | 49.34% |

|  | 36.22% |

|  | 39.30% |

|  | 13.23% |

|  | 14.11% |